# Kanga Akalé
Kanga Gauthier Akalé (ur. 7 marca 1981 w Abidżanie) – piłkarz z Wybrzeża Kości Słoniowej grający na pozycji obrońcy lub pomocnika.

## Kariera klubowa
Akalé to bardzo uniwersalny piłkarz podobnie jak Bonaventure Kalou. Może grać na każdej pozycji w pomocy jak i ataku. Jego ulubionym miejscem na boisku jest jednak lewa flanka. Karierę zaczynał w malutkim klubie w Wybrzeżu Kości Słoniowej Stella Club d’Adjamé, gdzie grał w latach 1996–98. Jego pierwszym klubem z Europy było FC Sion ze Szwajcarii. Jednak i tam nie zagrzał długo miejsca. Gdy zgłosił się po niego FC Zürich reprezentant kraju bez wahania przyjął ofertę wówczas największego szwajcarskiego klubu. W 2003 roku zmienił ligę na francuską Ligue 1 i przeniósł się do AJ Auxerre. W 2007 roku przeszedł do RC Lens za 4 mln euro. Spisywał się tam jednak słabo i w styczniu 2008 roku został wypożyczony do Olympique Marsylia. Po zakończeniu sezonu i spadku RC Lens do Ligue 2, Akalé odszedł do hiszpańskiego Recreativo Huelva.
| Sezon   | Klub                      | Kraj       | Rozgrywki     | Mecze | Bramki | Rozgrywki Europy                       | Mecze | Bramki |
| ------- | ------------------------- | ---------- | ------------- | ----- | ------ | -------------------------------------- | ----- | ------ |
| 1998/99 | FC Sion                   | Szwajcaria | Axpo League   | 25    | 6      | -                                      | -     | -      |
| 1999/00 | FC Zürich                 | Szwajcaria | Axpo League   | 5     | 0      | Liga Europy UEFA                       | 2     | 0      |
| 2000/01 | FC Zürich                 | Szwajcaria | Axpo League   | 16    | 2      | Liga Europy UEFA                       | 1     | 0      |
| 2001/02 | FC Zürich                 | Szwajcaria | Axpo League   | 28    | 1      | -                                      | -     | -      |
| 2002/03 | FC Zürich                 | Szwajcaria | Axpo League   | 18    | 5      | -                                      | -     | -      |
| 2002/03 | AJ Auxerre                | Francja    | Ligue 1       | 6     | 0      | Liga Europy UEFA                       | 1     | 0      |
| 2003/04 | AJ Auxerre                | Francja    | Ligue 1       | 23    | 4      | Liga Europy UEFA                       | 4     | 0      |
| 2004/05 | AJ Auxerre                | Francja    | Ligue 1       | 31    | 3      | Liga Europy UEFA                       | 11    | 1      |
| 2005/06 | AJ Auxerre                | Francja    | Ligue 1       | 31    | 4      | Liga Europy UEFA                       | 2     | 0      |
| 2006/07 | AJ Auxerre                | Francja    | Ligue 1       | 36    | 9      | Liga Europy UEFA                       | 8     | 1      |
| 2007/08 | RC Lens                   | Francja    | Ligue 1       | 9     | 0      | Puchar Intertoto UEFA Liga Europy UEFA | 2 4   | 2 1    |
| 2007/08 | Olympique Marsylia (wyp.) | Francja    | Ligue 1       | 19    | 1      | -                                      | -     | -      |
| 2008/09 | Recreativo Huelva (wyp.)  | Hiszpania  | Liga BBVA     | 26    | 0      | -                                      | -     | -      |
| 2009/10 | RC Lens                   | Francja    | Ligue 1       | 28    | 2      | -                                      | -     | -      |
| 2010/11 | RC Lens                   | Francja    | Ligue 1       | 30    | 3      | -                                      | -     | -      |
| 2011/12 | Lekhwiya SC               | Katar      | Q-League      | 1     | 0      | -                                      | -     | -      |
| 2011/12 | Panetolikos GFS           | Grecja     | League Ellada | 9     | 0      | -                                      | -     | -      |
| 2012/13 | AC Arles-Avignon          | Francja    | Ligue 2       | 4     | 0      | -                                      | -     | -      |

## Kariera reprezentacyjna
- Debiut 11 lutego 2003 w meczu z Kamerunem
- Uczestnik Mistrzostw Świata w Piłce Nożnej 2006.